# إليزابيث فاولر
إليزابيث فاولر (بالإنجليزية: Elizabeth Ann Fuller)‏ هي فنانة نيوزيلندية، ولدت في 24 يونيو 1957 في هاستينجس في نيوزيلندا.